# 四川省简阳中学
四川省简阳中学，位于四川省成都市简阳市。学校创建于1899年，在沱江河东西有两个校区，占地面积共计300余亩。目前设立了151个班级。
理念：以德为先，通才树人

## 校史
学校创建于清光绪二十五年（1899年）。

## 教师团队
学校目前有教职工588人，专任教师556人，其中特级教师6人，中高级教师358人。

## 校风校纪
学校校风：团结、民主、文明、创新
校长寄语：有阳光的地方就是温暖，有温暖的地方就有快乐，在温暖而快乐的校园，你我带着一颗感恩的心去工作、学习，在民主的空气里认识自我，在赏识的目光中完美自我，在创新的思想中超越自我。（页面存档备份，存于）

## 外部連結
- 四川简阳中学官方网站（页面存档备份，存于）